# Сушков, Фёдор Кузьмич
Фёдор Кузьми́ч Сушко́в (11 марта 1923, Новосолдатка, Острогожский уезд, Воронежская губерния, РСФСР, СССР — 12 июля 2006, Воронеж, Россия) — советский и российский скульптор и живописец.

## Биография
Фёдор родился 11 марта 1923 года в селе Новосолдатка Острогожского уезда Воронежской губернии (ныне Репьёвский район Воронежской области), был четвёртым ребёнком в семье и единственным сыном. После того, как его отца между 1930 и 1940 годами сослали в Сибирь, связь с сыном оборвалась и воспитанием Фёдора занялся его дед, образованный и глубоко верующий человек — церковный староста. Благодаря ему Фёдор получал знания по истории, математике, латинскому и арабскому языкам.
В 1939—1941 годах учился в ВХУДУ у Александра Бучкури. В возрасте 18 лет он получил аттестат об окончании средней школы, а на следующий день началась Великая Отечественная война. Сушков ушёл на фронт и стал бойцом Красной Армии. Позже был отправлен на курсы ротных командиров. Получив звание лейтенанта, он вернулся на фронт, где был назначен командиром штрафного батальона 8-й Панфиловской дивизии. В 1942 году получил тяжёлое ранение.

По воспоминаниям родных с ним произошёл мистический случай, после которого в полубессознательном состоянии произнес такую фразу:
«Я не умру. Мне ещё храм построить»
После ранения на фронт не вернулся. В 1944 году его обвинили в шпионаже в пользу Великобритании, и Сушков провёл в лагерях 9 месяцев.
С 1948 года участвовал в различных выставках. Поступил в 1949 году в Харьковский  художественный институт на отделение монументально-декоративного искусства. После окончания института, в 1955 году его распределили в Воронеж, где он продолжал свою работу как скульптор монументально-декоративного искусства.
С 1961 года был членом Союза художников. Жил в переулке Веры Фигнер.
С 1990-х годов работал преимущественно в живописи. Художником в эти годы был создан ряд работ на библейские мотивы.
Умер 12 июля 2006 года в Воронеже. Похоронен на Лесном кладбище Воронежа.

### Семья
После войны, в 1946 году он женился на Марии Александровне Кулаковой, студентке медицинского факультета. У них было две дочери: Алла (род. 1947) и Татьяна (род. 1956). Внучка — Анна Сушкова-Назарова живёт в Италии, унаследовала все картины и создала фонд «SushkovArtHouse» в Сан-Марино.

## Творчество
- Бюст Ф. Дзержинского (1955)[1];
- Квадрига «Наездница и фанфаристы» на фасаде здания цирка в Ростове-на-Дону (1957, в соавторстве);
- Бюст М. Е. Вайцеховского (1963)[8][9];
- Горельефы 9 писателей (Пушкин, Гоголь, Тургенев, Некрасов, Островский, Толстой, Чехов, Горький, Маяковский) на Воронежской областной универсальной научной библиотеке имени И. С. Никитина (1964)[8];
- «Материнство» (1967)[1];
- «Солнышко моё» (1967)[1];
- Мемориальный комплекс «Памятник Славы» («Гимн жизни»[10]) на Задонском шоссе в Воронеже (1967)[1];
- Мемориальный комплекс на площади Победы в Воронеже (1968—1975)[1];
- Памятник лётчикам, отстоявшим воронежское небо в годы Великой Отечественной войны («Самолёт Покрышкина») на пересечении улиц Ворошилова и Космонавтов в Воронеже (1975)[1];
- Памятник на Шиловском плацдарме (1980-е)[7];
- Памятник «Прорыв» в Верхнем Мамоне (1983)[11];
- Мемориал «Звёзды Славы» в Нововоронеже (1985)[12];
- Памятник героям Гражданской войны в Россоши (1987—1988)[13];
- Памятник Космонавтам в Нововоронеже (1990-е)[12];
- Скульптура «Бесконечность» в Нововоронеже у Политехнического колледжа[12].

Декоративно-скульптурные композиции для общественных зданий Воронежа:
- Дворец культуры имени 50-летия Октября (горельеф «Адам и Ева» или «Космонавты»)[1];
- Научно-исследовательский институт Воронежского механического завода[1];
- Научно-исследовательский институт Воронежского электромеханического завода[1].

Скульптурные работы Сушкова можно увидеть и в других населённых пунктах. Всего у художника более 50 скульптур в городах бывшего СССР.

## Галерея

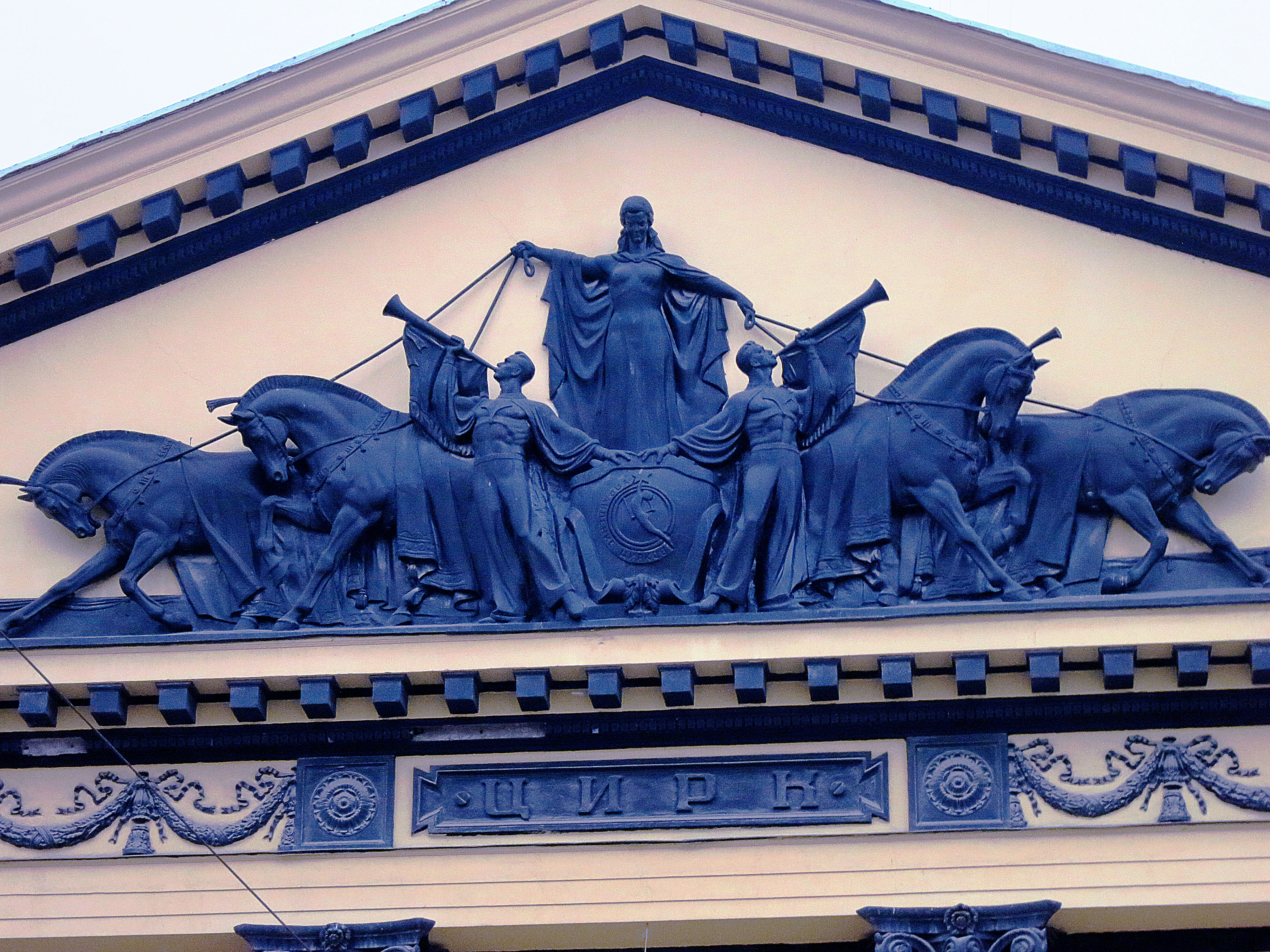
квадрига «Наездница и фанфаристы» на фасаде здания Ростовского цирка
Памятник Славы, 1967 год
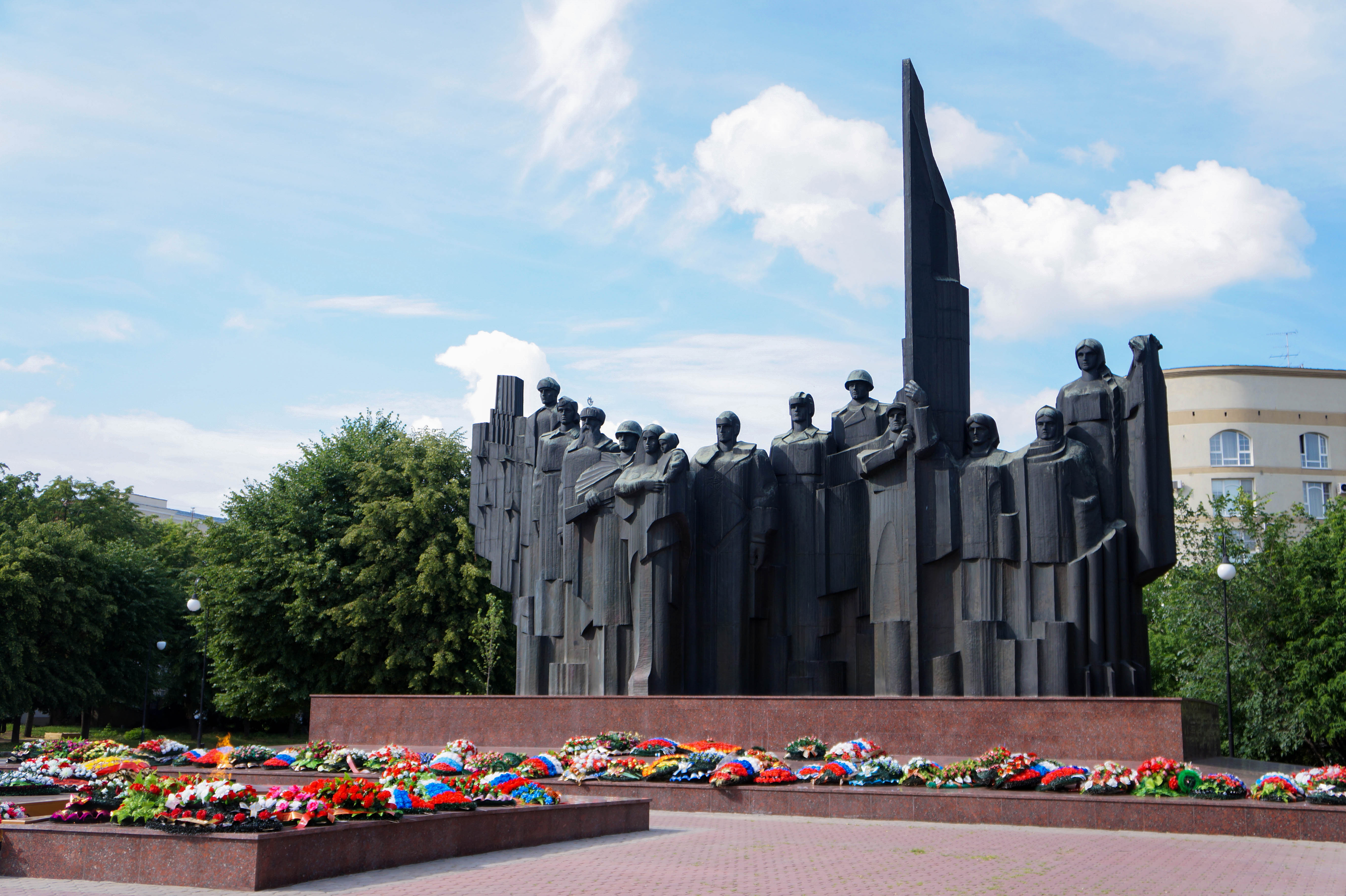
Мемориальный комплекс на площади Победы, 1975 год
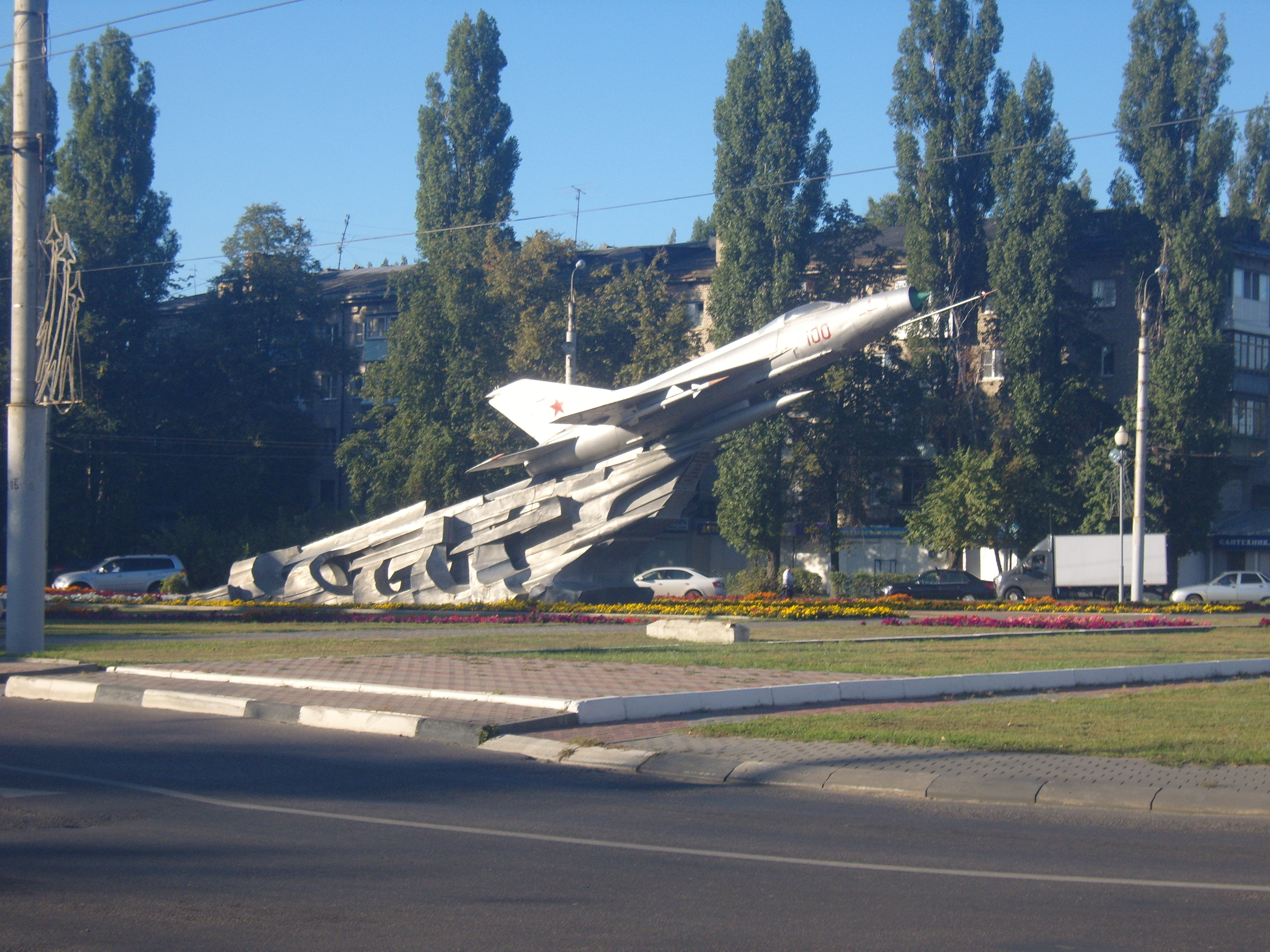
Памятный знак «Самолёт Покрышкина», 1975 год
Памятник на Шиловском плацдарме, 1980-е

Вкладывал во многие работы религиозный подтекст. Так образ кормящей женщины на памятнике Славы отсылает к Богородице и Иисусу, а скульптуры памятника на площади Победы повторяют орган и отсылают к образу 12 апостолов и Богородицы.

## Награды, премии и звания
Оставил большую коллекцию живописных полотен, которые экспонируются по всему миру. Награждён множеством интернациональных премий.
Награждён
- Орденом Красной Звезды
- Орденом Отечественной войны II степени
- «Знак Почета»
- Медалью «За Победу над Германией в Великой Отечественной войне 1941—1945 гг.».
- Премия фонд Сальвадора Дали.
- Вручение премии Каналетто. Венеция. Школа Сан Теодоро. 2019 год.[19]
- Премия Сальвадора Дали. За выдающийся талант и вклад в развитие мирового искусства.
- Премия Посол интернационального искусства в странах Азии[20]
- Фонд «Вымпел-гарант». За сохранение творческого наследия нашей родины.
- Премия Каналетто. Патронат ЮНЕСКО и Министерство культуры Италии. За выдающийся вклад в развитие мирового искусства
- Премия Якопо да Понте[21].
- Премия Пробиеннале Венеция[22]

Постановлением администрации Воронежской области 6 июня 2005 г. присвоено почетное звание «Почётный гражданин Воронежской области».

## Память
19 апреля 2019 года установлена мемориальная доска на здании художественного фонда Союза художников России и СССР, где работал Ф. К. Сушков.
В 2020 году в Воронеже была названа улица имени Фёдора Кузьмича Сушкова.